# L'orfana senza sorriso
L'orfana senza sorriso (Scandal at Scourie) è un film del 1953 diretto da Jean Negulesco.

## Trama
Orfana cattolica, viene adottata da una coppia canadese protestante. Il fatto non piace ai cittadini, specie agli avversari politici.